# Cryptomeigenia muscoides
Cryptomeigenia muscoides là một loài ruồi trong họ Tachinidae.